# Ifloga spicata
Ifloga spicata é uma espécie de planta com flor pertencente à família Asteraceae. 
A autoridade científica da espécie é (Forssk.) Sch. Bip., tendo sido publicada em Histoire Naturelle des Îles Canaries 3(2, sec. 2): 310. 1836-1839 (1845).

## Portugal
Trata-se de uma espécie presente no território português, nomeadamente os seguintes táxones infraespecíficos:
- Ifloga spicata subsp. spicata - presente no Arquipélago da Madeira. Em termos de naturalidade é nativa da região atrás referida. Não se encontra protegida por legislação portuguesa ou da Comunidade Europeia.